# NGC 7266
NGC 7266 (również PGC 68758) – galaktyka spiralna (Sa), znajdująca się w gwiazdozbiorze Wodnika. Odkrył ją Albert Marth 1 października 1864 roku.